# Palomero
Palomero (extremadurai nyelven Palomeru) település Spanyolországban, Cáceres tartományban. Palomero Santa Cruz de Paniagua, Casar de Palomero, Marchagaz és Cerezo községekkel határos. Lakosainak száma 445 fő (2024).

## Népesség
A település népessége az elmúlt években az alábbi módon változott:
| Lakosok száma | 531  | 513  | 495  | 452  | 439  | 374  | 377  | 406  | 396  | 445  |
|               | 2001 | 2004 | 2006 | 2009 | 2011 | 2014 | 2016 | 2019 | 2021 | 2024 |